# Badeanzug-Ichthyose
Die Badeanzug-Ichthyose ist eine sehr seltene, zu den autosomal-rezessiven kongenitalen Ichthyosen (ARCI) gehörende angeborene Hauterkrankung mit dem Hauptmerkmal einer charakteristisch lokalisierten Ichthyose.
Synonyme sind: Bathing-suit-Ichthyose; BSI; ARCI1; Ichthyosis, Congenital, Autosomal Recessive 1 With Bathing Suit Distribution; Collodion Baby, Self-Healing; SHCB; Lamellar Exfoliation Of Newborn; Desquamation Of Newborn; Collodion Fetus; Ichthyosis Congenita II; ICR2
Die Bezeichnung wurde bei der Erstbeschreibung im Jahr 1994 durch den südafrikanischen Arzt E. J. Schulz gewählt.

## Verbreitung
Die Häufigkeit wird mit unter 1 zu 1.000.000 angegeben, bislang wurde über etwa 40 Betroffene, vornehmlich aus Südafrika, berichtet.
Die Vererbung erfolgt autosomal-rezessiv.

## Ursache
Der Erkrankung liegen Mutationen im TGM1-Gen auf Chromosom 14 Genort q12 zugrunde, welches für die an der Verhornung des Stratum corneum beteiligte Transglutaminase 1 kodiert. Die Enzymaktivität ist offenbar temperaturabhängig und in wärmeren Hautabschnitten deutlich reduziert.

## Klinische Erscheinungen
Klinische Kriterien sind:
- Bei Geburt vorhandene panzerartige große, dicke, plattenartige Schuppen auf dem gesamten Körper
- Abheilen der Ichthyose an Armen und Beinen während der ersten Lebenswochen
- lamelläre ichthyoseartige Schuppen am Stamm, der Kopfhaut und den Achselhöhlen